# الفرع النازل للشريان القولوني الأيسر
الفرع النازل للشريان القولوني الأيسر (بالإنجليزية: descending branch of left colic artery)‏ هو أحد التفرعات النهائية للشريان القولوني الأيسر، والذي يُعد بدوره فرعًا من الشريان المساريقي السفلي. يساهم هذا الفرع في تروية القولون النازل ويشارك في تكوين المفاغرة الشريانية الهامشية التي تحافظ على تدفق الدم عند وجود انسداد في الشرايين الأخرى.

## التشريح

### الأصل والمسار
ينشأ الشريان القولوني الأيسر عادةً من الشريان المساريقي السفلي قرب تقاطع مع القولون السيني. ينقسم الشريان القولوني الأيسر إلى فرعين رئيسيين: 
- الفرع الصاعد، الذي يتجه صعودًا نحو القولون المستعرض والزاوية القولونية اليسرى، ويزودها بالدم.
- الفرع النازل، الذي يتجه نزولًا بمحاذاة القولون النازل.

يتبع الفرع النازل مسارًا خلف الصفاق على طول الجانب الأيسر للبطن، موازياً للقولون النازل. وينطلق من الشريان القولوني الأيسر باتجاه الأسفل ليصل إلى منطقة القولون السيني.

### الفروع والتفرعات
الفرع النازل يُعطي عدة فروع صغيرة تخترق جدار القولون النازل لتزويد الطبقات المختلفة من جدار القولون بالدم (الغشاء المخاطي، العضلات، النسيج تحت المخاطي). 
تنقسم هذه الفروع إلى: 
- فروع شريانية صغيرة تغذي جدار القولون مباشرة.
- فروع تشكل مفاغرات مع الشرايين السينية، مما يضمن استمرار تروية القولون في حالات انسداد أو ضيق في أحد الشرايين.

### المفاغرات الشريانية
يلعب الفرع النازل دورًا حيويًا في تشكيل مفاغرة دروموند، وهي حلقة دموية طولية تقع على طول الحافة الطولية للقولون. 
تتكون هذه المفاغرة من اتصال الفرع النازل للشريان القولوني الأيسر مع الشرايين السينية وفرع الشريان المساريقي العلوي في بعض المواقع، ما يوفر مسارًا بديلًا للدم. هذا النظام المفاغري مهم جدًا للحفاظ على التروية عند وجود انسداد في الشرايين الرئيسية أو أثناء الجراحة.

### التروية الدموية
الفرع النازل مسؤول عن إمداد الجزء السفلي من القولون النازل بالدم. 
تغطي التروية الطبقات الجدارية للقولون، وتدعم وظيفة القولون في الامتصاص والحركة الدودية. يساهم وجود المفاغرات في تجنب نقص التروية المعوية، حيث تسمح بمرور الدم عبر مسارات بديلة.

### التشريح المحيط
يقع الفرع النازل قرب الأعصاب الودية والباراسمبثاوية التي تعصب القولون النازل، ويجري ضمن الجهة اليسرى من البطن خلف الصفاق. يجب الانتباه إلى هذه العلاقة أثناء الجراحات لتجنب إصابات الأعصاب أو الأوعية.

### التروية الدموية
يوفر هذا الفرع الدم للجزء العلوي من القولون النازل، ويُعد جزءًا مهمًا من شبكة المفاغرات التي تؤمن تروية احتياطية عند انقطاع أو انسداد الشريان الرئيسي.

## الأهمية السريرية

الشريان القولوني الأيسر

### في جراحة القولون والمستقيم
يلعب الفرع النازل للشريان القولوني الأيسر دورًا حيويًا في تروية القولون النازل والجزء السفلي من القولون السيني، وله أهمية خاصة في الجراحات القولونية والمستقيمية، مثل استئصال القولون والسيني والمستقيم بسبب الأورام أو الأمراض الالتهابية.
- الحفاظ على التروية الدموية:  أثناء جراحات استئصال القولون أو المستقيم، خصوصًا في جراحة السرطان، يُعد الحفاظ على الفرع النازل أو إعادة توصيله ضروريًا لمنع نقص التروية في الجزء المتبقي من القولون. نقص التروية قد يؤدي إلى ضعف التئام الجرح، أو تسرب من الوصلات الجراحية، مما يزيد من معدلات المضاعفات.  تشير الدراسات إلى أن الحفاظ على الشريان القولوني الأيسر والفرع النازل يساهم في تحسين النتائج الجراحية وتقليل المضاعفات اللاحقة.
- التخطيط الجراحي حسب التشريح الوعائي:  يختلف شكل ومسار الفرع النازل بين الأفراد، لذا يجب على الجراحين دراسة تشريح الشرايين بدقة باستخدام تقنيات تصوير الأوعية الحديثة (مثل تصوير الأوعية بالطرح الرقمي أو الأشعة المقطعية مع التباين) لضمان تروية كافية للقولون أثناء وبعد العملية.[5]

### في حالات نقص التروية المعوية
- شبكة المفاغرة الهامشية:  يشكل الفرع النازل جزءًا من شبكة المفاغرات الدموية الهامشيةالتي توفر تدفقًا دمويًا بديلًا في حالات انسداد الشرايين الرئيسية مثل الشريان المساريقي السفلي أو الشريان القولوني الأيسر.  ضعف أو غياب هذه المفاغرة يمكن أن يزيد من خطر حدوث نقص التروية المعوية، وهي حالة طبية طارئة تتطلب علاجًا سريعًا.[6]
- تقييم المريض قبل الجراحة:  في المرضى الذين يعانون من أمراض الأوعية الدموية أو كبار السن، يجب تقييم سلامة التروية الدموية للقولون خاصة عبر الفرع النازل، لتقليل خطر حدوث مضاعفات نقص التروية أثناء التدخلات الجراحية أو العلاجية.

### تصوير الأوعية والتشخيص
- التصوير المقطعي المحوسب مع التباين :  يُستخدم لتحديد موقع الفرع النازل ومسار تفرعاته بدقة، مما يساعد في التخطيط الجراحي والتقييم التشخيصي في حالات النزف المعوي أو الأورام.
- تصوير الأوعية الدموية بالطرح الرقمي :  يُعتبر المعيار الذهبي لتقييم حالة الشرايين، ويساعد في تشخيص حالات انسداد أو ضيق الشريان القولوني الأيسر أو فروعه[7]

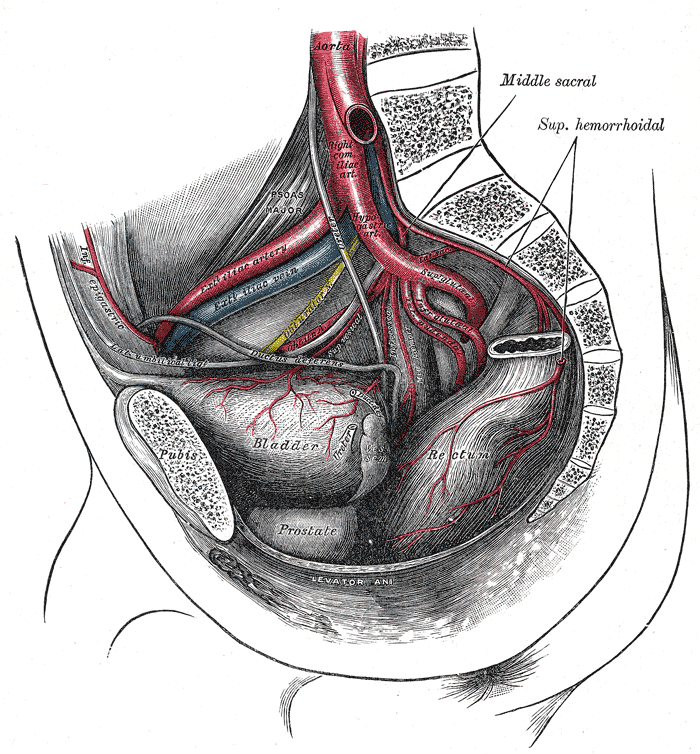
توزيع الشرايين في القولون، موضحًا المفاغرات بين الشرايين المختلفة.